# Las nieblas de Avalón
Las nieblas de Avalón (en inglés The Mists of Avalon) es una novela de fantasía histórica de la escritora estadounidense Marion Zimmer Bradley, publicada por primera vez en el año 1983. La novela es una recreación del ciclo del rey Arturo, contada desde la perspectiva de los personajes femeninos como Igraine, la reina Ginebra y Morgana, quien es la protagonista principal.
Al igual que otras obras anteriores de su autora, el libro ofrece una interpretación feminista de varios arquetipos del género fantástico, ahondando en personajes que tradicionalmente habían sido relegados a un segundo plano en favor de las hazañas heroicas de Arturo y los caballeros de la Mesa Redonda. También explora los cambios políticos y culturales fruto del paso de una sociedad pagana de corte matriarcal a la cultura patriarcal traída por el cristianismo.
Las nieblas de Avalón fue un gran éxito de ventas y de crítica, y todavía hoy sigue siendo el trabajo más conocido y popular de Marion Zimmer Bradley, a pesar de que para el momento de su publicación su autora ya tenía una larga y prolífica carrera en el género fantástico.

## Argumento
La novela está dividida en cuatro partes:
Experta en magia
El primer libro de esta saga comienza con Igraine, la hija de una suma sacerdotisa de Avalón, casada con un cristiano, el duque Gorlois de Cornualles. Igraine vive en Tintagel, el castillo de su marido. Tiene una hija muy pequeña, Morgana, y una hermana menor, Morgause, a la que debe educar puesto que no es apta para aprender magia en Avalón con Viviana, la hermana mayor. Un día vienen a verla Viviana y Merlín de Britania (Un título para el druida más importante de Britania, su nombre real es Taliesin y era padre de Morgause e Igraine, pero no de Viviana) y le dicen que el Gran Rey, Ambrosius, morirá pronto, y su heredero será Uther Pendragon, que engendrará junto a Igraine un gran Rey que será seguido igualmente por los paganos celtas que por los cristianos. 
Igraine se resiste a seguir los deseos de La Dama y Merlín, pero se enamora de Uther Pendragon, y cuando Gorlois se entera, decide encerrar a su mujer en Tintagel y combatir contra el Gran Rey Uther. Igraine sabe que Uther puede morir, y le envía un mensaje mágico. Unos días más tarde, Uther llega al castillo tapado con la capa del Duque, y en la mano lleva su anillo. Todos se lo creen salvo Igraine, que pasa la noche con su amante. Cuando el verdadero Gorlois muere, Uther e Igraine se casan. 
Nace Arturo, que es llevado por su abuelo Merlín a casa de Sir Héctor. Morgana es llevada a Avalón con su tía para que aprenda todo sobre la Magia y los Dioses. Años más tarde, en Beltane, Morgana es entregada a un hombre enmascarado (el macho rey) en los rituales del Gran Matrimonio. Ese hombre resulta ser Arturo. Cuando Morgana se entera del incesto que ha cometido, está triste y furiosa con su tía, cuyo único interés es crear un linaje de reyes que sigan a Avalón y a la Diosa Madre. Uther muere en batalla contra los sajones, y Arturo, que se había criado con otros padres, vuelve para tomar el relevo de su padre. La Dama del Lago le ofrece Excalibur, uno de los tesoros de Avalón, y a Morgana se le encomienda hacer la vaina protectora de esa espada. Después de la coronación de su hermano, Morgana se entera de que está embarazada y huye de Avalón.
La reina suprema
Pasados nueve meses, Morgana da a luz a su hijo en la corte del rey Lot de Lothian, que es el marido de su tía Morgause. Morgause usa la poca magia que conoce y descubre que el padre del niño es Arturo, así que se lo queda para tener más poder sobre el rey, mientras que Morgana vuelve a la corte de su hermano.
Mientras tanto, en las tierras del rey Leodegranz Ginebra, la hija del rey, le pide a su padre que la entregue en matrimonio a Lanzarote (el hijo del Rey Ban y Viviana), a lo que el padre le dice que porqué contentarse con un caballero del rey, si puede casarse con el propio rey. Dicho y hecho, meses después se casan Ginebra y Arturo, sin conocerse, así que Arturo gana muchos caballeros para luchar contra los sajones. Igraine, que se ha hecho cristiana y monja, se da cuenta de que Lanzarote y Ginebra se aman en secreto, pero ya es tarde para cancelar la boda sin desencadenar una guerra. Esa misma noche, despechado Lanzarote casi se acuesta con Morgana, pero son interrumpidos. Ginebra no puede darle hijos al rey ya que es estéril.
En la Batalla del Monte Badón, Arturo consigue vencer definitivamente a los sajones, portando solamente la bandera cristiana y no la de Avalon, ya que Ginebra lo convence de ello. Las gentes de los reinos antiguos se enfurecen. A su vez, Igraine muere y la corte de Arturo se traslada a Camelot, a un castillo donde habrá una gran sala exclusivamente para colocar la gran mesa redonda que su suegro le regaló en la boda. Morgana cada vez se distancia más de Viviana y Avalón, y en un viaje se adentra en el mundo de las hadas, donde pasa unos días, que en el mundo exterior se traducen en años. Al volver a Britania descubre que han pasado diez años.
Esta segunda parte acaba en una fiesta en Camelot. Unos días antes, Ginebra, que teme a Morgana por el hecho de ser pagana, le pide un amuleto que le conceda el deseo de quedarse embarazada. Morgana se lo da y le dice: "Ten cuidado con lo que deseas". Esa misma noche, Arturo se emborracha y se anima a decir una cosa que llevaba días pensando. En su dormitorio, con Ginebra y Lanzarote, propone que Ginebra se acueste con los dos, porque sabe cómo se miran ambos, sabe que se desean, y tal vez eso ayude a que Ginebra se quede embarazada, sin saber de qué padre es el hijo, con lo cual sería menos pecado para la cristiandad de Ginebra...Que acepta lo que dice Arturo.
El rey ciervo
La tercera parte del libro comienza con Viviana, que al ver que su sobrino ha olvidado a los dioses antiguos, decide que es la hora de que de paso al nuevo rey: Gwydion, que se ha criado con Morgause en Lothian, y por lo tanto, es malvado, egoísta y ambicioso igual que Morgause. 
Después de viajar a Lothian, la Dama del Lago acude a Camelot para ver a Morgana y avisar a Arturo de que si no vuelve a ser leal a la Diosa Madre, deberá devolverle Excalibur. Sir Balin la decapita en la corte, y Balan (hijo de Viviana, hermano de Balin solo de padre) lo persigue por toda Britania y se dan muerte mutuamente. Poco después muere Taliesin, el abuelo de Morgana. El siguiente Merlín de Britania será Kevin, un bardo con una deformidad física. La siguiente Dama de Avalón será Niniana, hija de Taliesín y una sacerdotisa menor, que se convertirá en la amante de Gwydion. 
El día que muere Viviana aparece Meleagant, un caballero que dice ser hijo bastardo de Leodegranz y quiere heredar su reino ahora que ha muerto. Ginebra sabe que es un impostor, pero va a verle. Este la encierra en su castillo y la viola, pero después aparece Lanzarote, mata a Meleagant y salva a Ginebra. Después de esto, la reina y su caballero comienzan su aventura, algo que preocupa a Morgana, porque el amor de Ginebra y Lanzarote puede acabar con la paz.
Elaine, la prima de Ginebra, está enamorada de Lanzarote, que no la corresponde. Pide ayuda a Morgana, que droga la bebida de Lanzarote para que se acueste con Elaine pensando que es Ginebra. La dama queda embarazada y Pellinor, padre de Elaine, los obliga a casarse. De este matrimonio nacen Galahad y Nimue. Ginebra está enfadada con Morgana y la casa con el Rey Uriens haciéndola creer que se va a casar con Sir Accolon, el hijo de Uriens. Morgana se aleja de la corte, pero en Gales del Norte, su nuevo reino, descubre al pueblo de las Hadas, que la reconocen como reina. Niniana contacta con Morgana, que vuelve a Avalón, y deciden junto con Gwydion (que se cambia el nombre por Mordret, que significa Consejero del Mal)que si Arturo no quiere saber nada de los dioses de Avalón, Excalibur debe ser devuelta a la isla.
El prisionero en el roble
Es el último volumen de la saga. Morgana se ha convertido en la amante de Accolon, el hijo de su marido, y al ver que Arturo piensa seguir siendo cristiano y mantener la espada Excalibur (algo que Kevin, el nuevo Merlín apoya), decide que Arturo debe morir para dar paso a un rey pagano.
Mordret llega a la corte de su padre, y este lo reconoce como hijo, aunque ya ha nombrado un nuevo sucesor: Galahad, hijo de Lanzarote. Mordret parece conforme, pero Morgause y él sólo quieren el poder. 
Un día Arturo, Uriens y Accolon cabalgan por el bosque con Morgana, que los lleva a un castillo encantado. Allí las Hadas duermen a Arturo y le dan la espada Excalibur a Sir Accolon. Uriens y Morgana se despiertan en Camelot, pero muy lejos de allí, Arturo y Accolon se baten en duelo. Artueo recupera su espada y mata a su rival. Al llegar el cadáver de Accolon a Camelot, Uriens descubre las intrigas de Morgana y la insulta y amenaza. Morgana casi lo mata, pero aparece Owain, hijo de Urien (que siempre tuvo a Morgana como a una madre) y la detiene. Morgana huye para acabar la tarea de Accolon y matar al rey, pero no puede porque quiere mucho a su hermano. Roba la vaina mágica y la tira al lago.
Por orden de Niniana, Nimue, que se ha convertido en una bella joven, debe seducir a Merlín para llevarlo a Avalón, donde es acusado de traición, y condenado a morir entre sufrimientos. Morgana tiene piedad y ordena que sea una muerte rápida, por todos los servicios que ha hecho a Avalón en el pasado. Al día siguiente, Nimue, que amaba a Kevin, se arroja al lago y muere.
Morgause, gracias a los pocos trucos que controla, ha ido consiguiendo que durante muchos años Ginebra no pueda concebir hijos. Al aliarse con su pupilo Mordret, descubren ante toda la corte que la Reina y Lanzarote son amantes. Al enterarse de esto, Niniana, amante de Mordret, protesta, pero Mordret la asesina.
Los amantes huyen y Ginebra se interna para siempre en un convento.
Mordret intenta destronar al Rey, y hay una gran Batalla entre padre e hijo. Arturo mata a Mordret pero queda herido de gravedad. Lanzarote lanza Excalibur al lago y ve cómo una mano coge la espada y se la lleva al fondo. Morgana coge la barca de Avalón y lleva a Arturo a la isla, donde es enterrado.

## Protagonistas
Morgana Protagonista de la obra, hermanastra de Arturo, sacerdotisa de la Isla de Avalón, con un gran don para la Magia y la Videncia. Por accidente se acuesta con Arturo y concibe con él a Mordred. Quiere mucho a su hermano, pero cuando este da la espalda a los antiguos dioses, debe comenzar a actuar contra él, y por ello será recordada como una bruja malvada. Al final del libro, acoge a Arturo en Avalón y lo entierra en la isla. Es una mujer decidida y muy enamoradiza, que es víctima de las decisiones que otros personajes (Merlín, Ginebra, Morgause, Viviana...) toman por ella.
Arturo: hermano pequeño de Morgana, hijo de Igraine y del rey Uther Pendragón. Fue criado en la casa del caballero sir Héctor junto al hijo de éste, sir Kay. Le es entregada la espada Excalibur para que defienda a los britanos y respete a la Antigua Religión. Se casa con Ginebra, pero su único hijo es el traidor Mordred. Cristiano, pero al final de su vida vuelve a creer en los dioses celtas.
Viviana: Hermana de la madre de Arturo y Morgana. Sacerdotisa del culto a los dioses celtas, y en especial a la Gran Diosa Madre. Gobierna en Avalón, una isla encantada en medio de un lago, y por ello es llamada la Dama del Lago. Hace que Arturo se acueste con Morgana para crear un linaje puro de reyes celtas, pero el niño que nace de esa unión es malvado y traicionero. Con la vejez, va perdiendo la Videncia hasta que un día, en la corte de Arturo, es decapitada por sir Balin.

## Adaptación
Aunque con marcadas diferencias en la trama, se filmó en 2001 la miniserie homónima. Morgana, la protagonista, fue interpretada por Julianna Margulies, y no se rebelaba en ningún momento contra su hermanastro Arturo, al que encarna Edward Atterton. La sacerdotisa Viviana fue interpretada por Anjelica Huston, y Caroline Goodall y Joan Allen dieron vida, respectivamente, a sus hermanas Igraine y Morgause, aunque en ninguna parte de la miniserie se decía que estas dos últimas fuesen hijas de Merlín, interpretado por Michael Byrne. Otra diferencia es el término Merlín, que en el libro es un título ostentado por varios bardos britanos, mientras que en la miniserie sólo hace referencia al nombre del mago. Samantha Mathis interpreta a una Ginebra atormentada por su esterilidad y enamorada de Lancelot, que es interpretado por Michael Vartan. El idilio de la pareja es más breve que en el libro, y, al igual que en el libro, es denunciado por Mordred, hijo incestuoso de Morgana y Arturo, y pupilo de Morgause. Hans Matheson se ocupó de dar vida a Mordred.